# هرمان مونك
هرمان مونك (بالألمانية: Hermann Munk)‏ هو عالم وظائف الأعضاء وطبيب ألماني، ولد في 3 فبراير 1839 في بوزنان في بولندا، وتوفي في 1 أكتوبر 1912 في برلين في ألمانيا.